# Iglesia de San Sadurní de Rotgers
San Sadurní de Rotgers es una iglesia del municipio de Borredá (Bergadá) en la provincia de Barcelona, declarada Bien Cultural de Interés Nacional.

## Descripción
La iglesia de San Sadurní de Rotgers, antigua parroquia rural y más tarde sufragánea de Santa María de Borredá, se encuentra dentro de la propiedad del mas Torrents, en el sector norte del término municipal, dentro de una zona boscosa y despoblada, de difícil acceso. La iglesia se yergue a 976 m de altitud, en el lomo de una pequeña sierra, donde se han encontrado restos de un antiguo hábitat medieval.

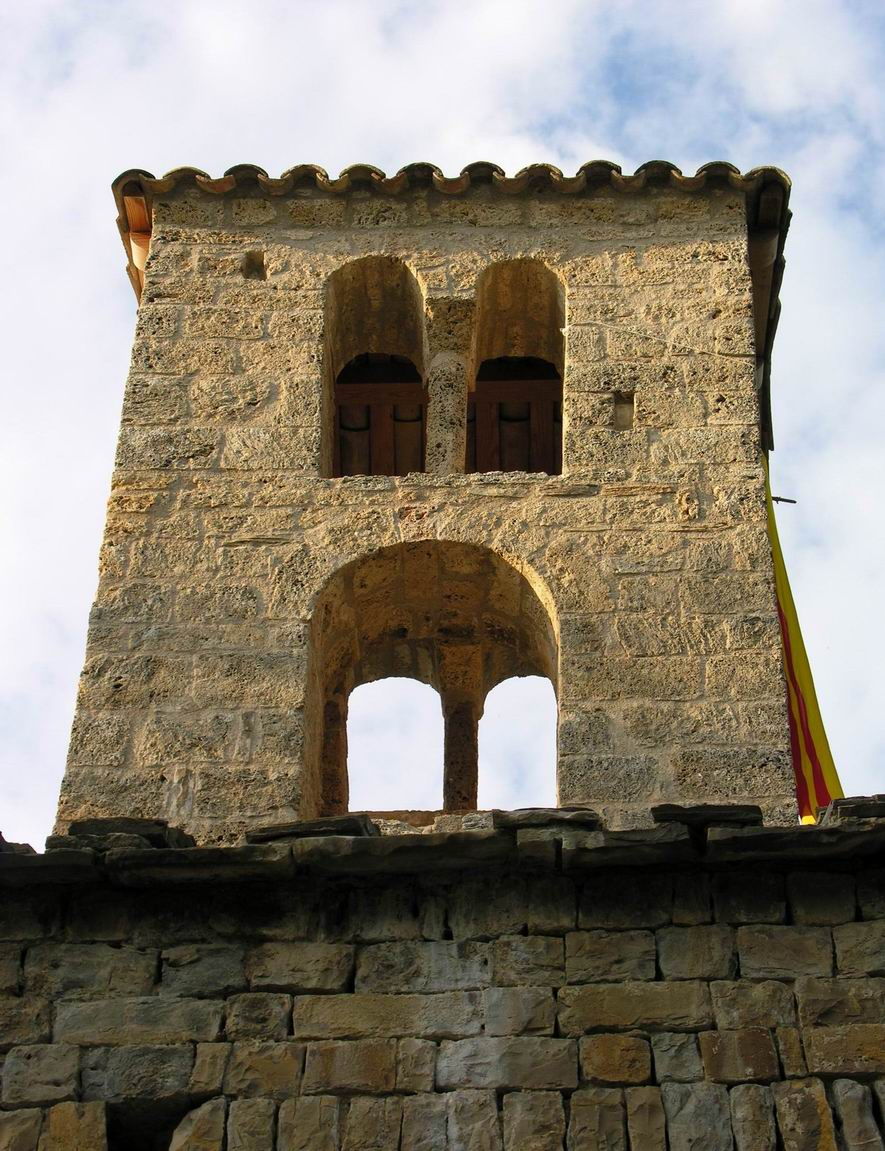
Campanario de San Sadurní de Rotgers.

El edificio es un pequeño de una única nave, cubierta con bóveda de cañón ligeramente apuntada y rematada a levante por un ábside semicircular, defectuosamente encajado en la nave, y responde a dos momentos constructivos diferentes. La nave, hecha con sillares bien cortados que forman hiladas regulares, está cubierta con bóveda apuntada y losas de piedra. Encima de ella se construyó el campanario de torre de dos pisos con aberturas de arco de medio punto en el primer nivel y con aberturas geminadas en el segundo. Alrededor de la iglesia hay un muro de piedra seca que cierra el perímetro del que fue, hasta comienzos del siglo XX, el cementerio. La nave fue reconstruida en el siglo XII y acoplada al ábside del siglo XI, que está decorado exteriormente con arquerías y fajas lombardas y un friso de dientes de sierra, e interiormente con un friso de opus spicatum. El acoplamiento entre ambos se resuelve mediante un pliego muy peculiar, dividido en alzado en dos tramos: uno cubierto con bóveda de cañón —el más cercano al ábside, que correspondería a la nave primitiva—, y el otro con bóveda de cuarto de esfera, para ganar la cubierta, mucho más alta. El nuevo edificio, consagrado en 1167, tiene un sencillo portal a mediodía y está coronado por el campanario. Desde el punto de vista tipológico, mantiene vínculos evidentes con la iglesia de San Andrés de Llanars (Osona).

## Historia
El lugar de Rotgers está documentado desde el año 888 como Palatio Rodegarii, que ya disponía de iglesia que era sufragánea de Santa María de Borredá y por tanto del monasterio de Santa María de Ripoll. La iglesia aparece documentada, también como posesión ripollesa, los años 938 y 982. Los restos arqueológicos encontrados a poniente de la iglesia podrían corresponder a la residencia del tal Rodegari, que le dio nombre.

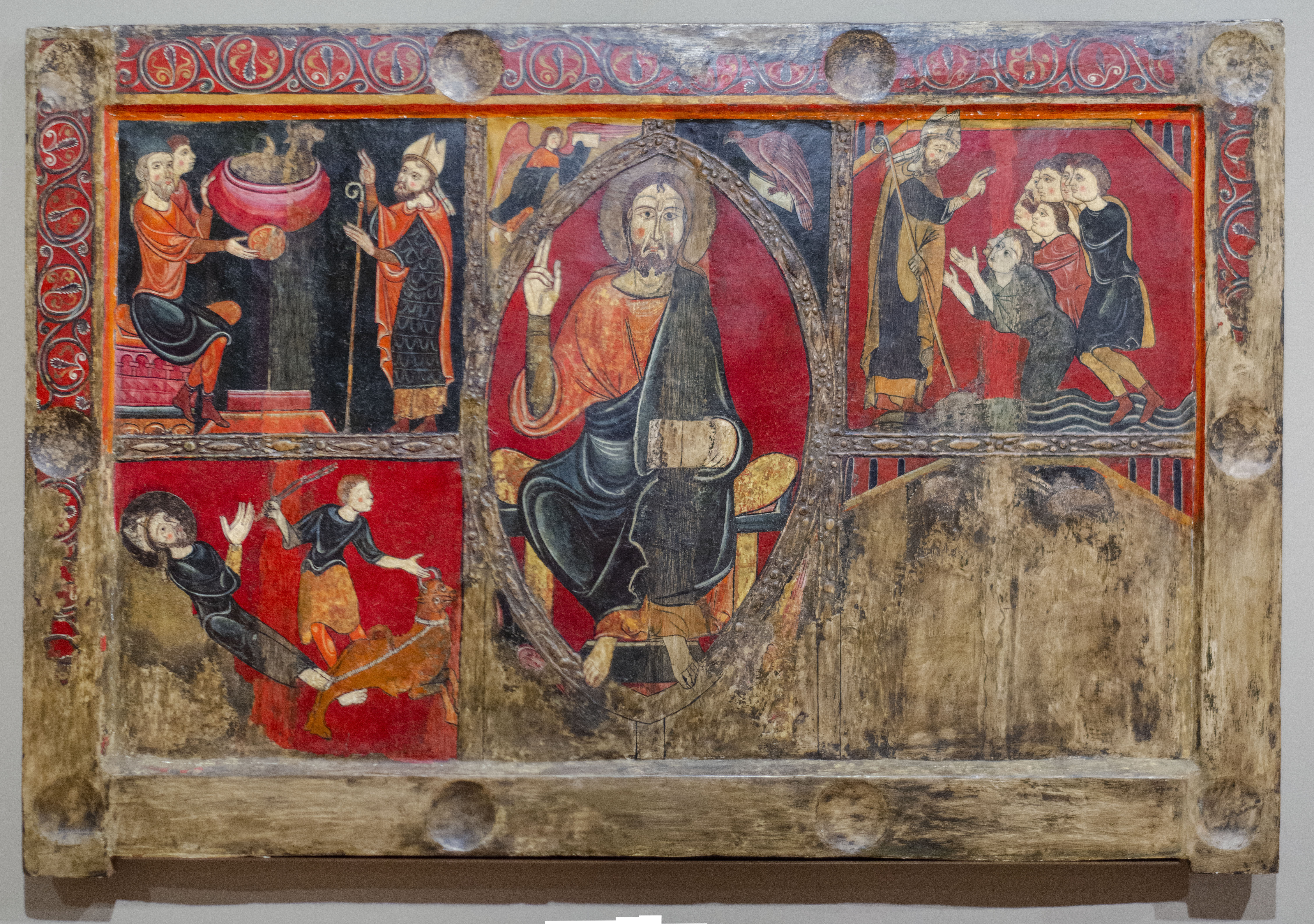
Frontal del altar de San Sadurní de Rotgers.

La iglesia actual se construyó hasta finales del siglo XI y se consagró en 1167. En la primera mitad del siglo XIII se reanudó la construcción de la nave y del campanario y se colocó, en el altar, el frontal dedicado a san Sadurní que ahora se conserva en el Museo Episcopal de Vich. La crisis de los últimos siglos medievales provocó el abandono de la iglesia y no fue hasta finales del siglo XVI que se documentan obras de consolidación.
Entre 1582 y 1606 se sustituyó la cubierta de todo el edificio, se reparó la bóveda de la nave y se consolidó el campanario. A mediados del siglo XVII se construyó, al pie de la nave, un coro elevado de madera, y entre 1705 y 1725 el sepulcro de la familia Cirera en el centro de la nave. En 1857 se construyó un altar de mampostería y enyesaron el ábside; en 1910 se derribó una construcción adosada a la cabecera.
La iglesia mantuvo el carácter de parroquia hasta el siglo XIV. Antes de la Guerra civil española (1936-1939) se hacía misa cada domingo, pero a partir de 1940, se dejó de hacer enterramientos y solamente se mantuvieron las misas el día del santo patrón y por la segunda Pascua.